# Зерновка (Брянская область)
Зерновка — деревня в Жуковском районе Брянской области, в составе Ходиловичского сельского поселения. 
 Расположена в 5 км к западу от деревни Косилово, в 9 км к северу от деревни Ходиловичи. 
 Постоянное население с 2005 года отсутствует.

## История
Возникла в 1920-х гг.; до 2005 входила в Косиловский сельсовет. В 1930-х гг. — колхоз «Путь Культуры».
| Годы      | 1926 | 1979 | 1989 | 2002 | 2010 |
| --------- | ---- | ---- | ---- | ---- | ---- |
| Население | 103  | 39   | 15   | 3    | 0    |